# Temple FJKM de Faravohitra
Le temple de Faravohitra (malgache : FJKM Tranovato Faravohitra) est un temple protestant FJKM situé dans le quartier de Faravohitra de le 1er arrondissement d'Antananarivo, capitale de Madagascar,